# Felsritzungen von Frännarp

Felsbildkonzentrationen in Schweden

Die Felsritzungen von Frännarp stammen wahrscheinlich aus der Spätphase der schwedischen Bronzezeit (1.800–500 v. Chr.) Sie liegen auf einer Felsplatte westlich der Gryts kyrka, bei Östra Göinge in Schonen.

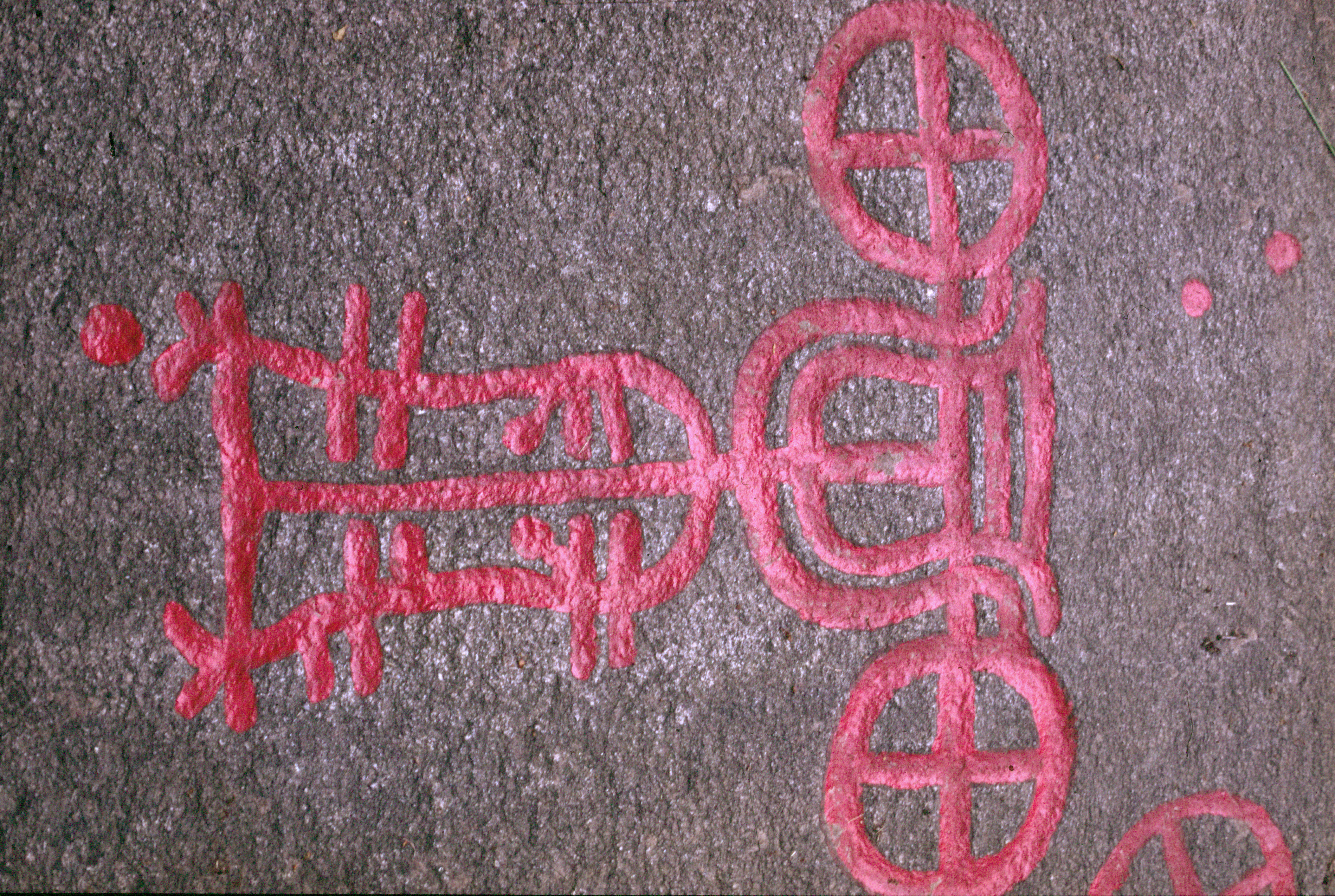
Felsritzung von Frännarp

Von den 61 Petroglyphen (schwedisch Hällristningar) stellen 17 Pferdekarren mit Zugtieren, 19 Räder mit vier Speichen, acht Kreise, eines ein Schiff und der Rest andere Motive dar. Wegen der Vielzahl der Karrendarstellungen ist der Fundplatz von Frännarp in Schweden einzigartig. Basierend auf dem Design unterscheiden die Archäologen grundsätzlich zwischen Ritzungen der Jäger und Sammler und denen der Ackerbauern, wie die von Frännarp.
Karren, so genannte Streitwagen, sind als Petroglyphen bis nach Südnorwegen verbreitet, doch wurden die meisten in Schonen angetroffen, zum Beispiel beim Grab von Kivik. Sie werden als Sonnenwagen interpretiert; die Räder oder Radkreuze gelten ebenfalls als Sonnensymbol oder als Symbol für den Kreislauf in der Natur und von Leben und Tod.
Ein Streitwagen als Ritzung ist auch auf der andalusischen Estela de Atagua dargestellt.